# Rhodesia (bướm đêm)
Rhodesia là một chi bướm đêm thuộc họ Geometridae.

## Các loài
- Rhodesia alboviridata (Saalmüller, 1880)
- Rhodesia depompata  Prout, 1913
- Rhodesia viridalbata  Warren, 1905